# Molanna derosa
Molanna derosa is een fossiele soort schietmot uit de familie Molannidae.